# فرانک میانی

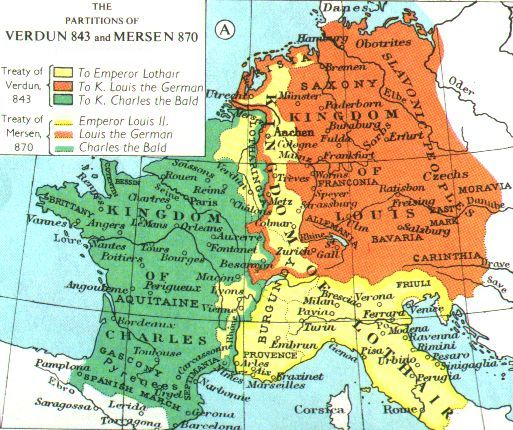
فرانک باختری و میانی و خاوری در ۸۴۳-۸۷۰

فرانکِ میانی سرزمینی را گویند که امپراتور لوتار یکم پس از تکه تکه شدن امپراتوری کارولنژی طی پیمان وردون در سال ۸۴۳، فرمانروایی آن را به دست آورد. این سرزمین را رشته‌کوهها از دو بخش فرانک باختری و فرانک خاوری جدا می‌ساختند.این سرزمین پادشاهی ایتالیا، پادشاهی بورگوندی، پروانس و بخش باختری اوسترازیا را در بر می‌گرفت. این سرزمین که پس از پیمان سال ۸۴۳ میلادی میان جانشینان لوئی یکم پدید آمده بود و مردمانی با تیره‌های ناهمگون در آن می‌زیستند:لومباردها، گالورومیان، ایتالیاییان و فرانک‌ها. پس از مرگ لوتار این سرزمین به سه بخش شد، لوتارنژی، پروانس و ایتالیا.

## شاهان فرانک میانی
- لوتار اول (۸۴۳-۸۵۵ میلادی)
- لوئی دوم (۸۵۵-۸۷۵ میلادی){شاه ایتالیا}
- لوتار دوم (۸۵۵-۸۶۹ میلادی){شاه لوتارنژی}

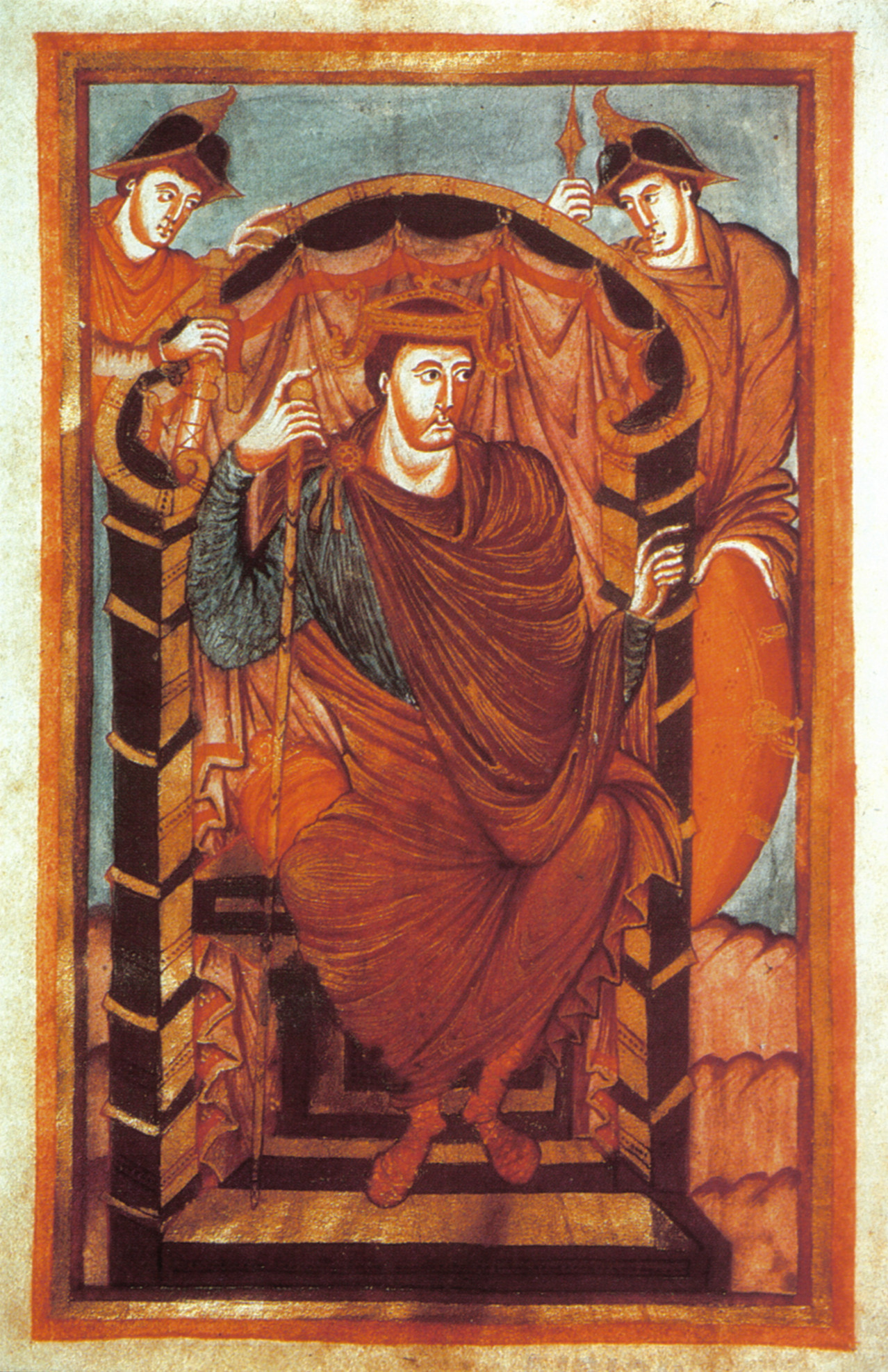
388 × 600px

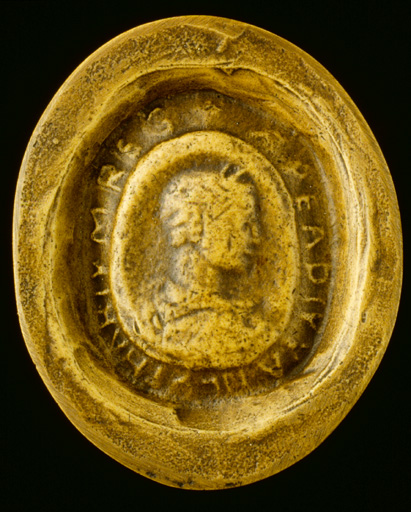
411 × 512px

- شارل (۸۵۵-۸۶۳ میلادی) {شاه پرووانس و بورگوندی}